# 梅林堂 (埼玉県)
株式会社梅林堂（ばいりんどう）は、埼玉県熊谷市に本社を置く和洋菓子を製造販売する菓子メーカーである。

## 企業概要
1864年（元治元年）、大里郡石原村出身の栗原久兵衛が上方での菓子職人修行を経て、実家にほど近い中山道沿いに旅人向けの茶屋を創業した。明治期に入り、2代目の寅吉の時代に熊谷周辺に製糸工場が数多く進出し、料亭や料理店のための土産用の菓子の需要が高まると販路や事業規模を拡大させた。
寅吉は新商品の研究開発および販売に熱心だったといい、ヨーロッパの手法を取り入れた多くの銘菓を生み出していたが、江戸時代から桜の名所として知られる熊谷に相応しい銘菓として、1897年（明治30年）に荒川のさざれ石に見立てた「荒川さざれ」を創作した。卵白を使った菓子「荒川さざれ」は熊谷銘菓の一つと称されており、各種博覧会で表彰を受けた。2011年（平成23年）の時点では「荒川さざれ」は時代の変化へ対応するためとの理由から「注文があった場合のみ製造販売する」との方針を採っている。
5代目を継いだ儀一の時代に多店舗展開に乗り出し、1965年（昭和40年）深谷市に深谷店を出店したのを皮切りに、1960年後半に本庄市に本庄店、市内に熊谷駅前店やキンカ堂店、行田市に行田店を出店、1990年代にも出店攻勢を続けた。創業以来熊谷の地で150年以上にわたり菓子作りを続けており、2024年（令和６年）の時点では、箱田本店（埼玉県熊谷市）を中心として、埼玉県内32店舗および群馬県に2店舗、東京都に4店舗の計38店舗の販売店舗を設けている。
2022年現在の公式サイトは、トップが公式ショップとなっており、離島を除く日本国内各地への発送が可能となっている。
時間により風味が落ちることから海外への発送は行っていなかったが、海外向けに和菓子のサブスクリプション販売を行っている会社で梅林堂の商品が取り扱いされている。

## 沿革
- 1864年（元治元年） - 創業者である久兵衛が京での主菓子修行の後に中山道沿いの石原村（現在の熊谷市石原）にて創業
- 1890年（明治23年） - 二代目寅吉
- 1921年（大正10年） - 三代目徳太郎
- 1925年（大正14年） - 三代目徳太郎が急逝したため寅吉が四代目利一郎の後見役となる
- 1927年（昭和2年） - 四代目利一郎が引き継ぐ
- 1952年（昭和27年） - 株式会社設立
- 1958年（昭和33年） - 熊谷市本町に出店
- 1965年（昭和40年） - 五代目儀一が社長就任
- 1993年（平成5年） - 現社長である六代目良太が社長就任
- 2014年（平成26年） - 本社兼工場を熊谷市佐谷田に移転

## 主力商品
- 塩豆大福
- やわらか
- 彩のさくさく
- 満願成就
- 明治8年（チーズケーキ）
- 武州パイ（和風パイまんじゅう）
- 旗がしら
- 五家宝

など

## 本社所在地
- 埼玉県熊谷市佐谷田1000-1
工場併設

登記上の本店所在地
- 埼玉県熊谷市本石1-304（旧中山道沿い）
公式サイトでは「本部」と称している。かつて「梅林堂」の看板を掲げていたが撤去されており、2024年現在、販売等個人向け窓口は開いていない。

## 店舗
箱田本店：埼玉県熊谷市箱田6丁目6-15（県道341号太田熊谷線沿い） ※ かつての本社工場所在地に本店を残している（当時は本社・本店・工場併設）。
工場直売所：本社・工場敷地内 ※ 移転当初は直売所は設置されていなかった（開店時期不明）。
他の店舗は「【梅林堂】店舗について」を参照
- 埼玉県内は、本社工場・本店所在の熊谷市内5店舗（本店含む）をはじめ、JR高崎線沿線地域を中心に展開している。
- 本社工場から地理的に近い、群馬県の太田市・伊勢崎市にも出店している。
- かつては東京都にも進出しており、百貨店のプランタン銀座及び新宿髙島屋に出店していた（それ以前は系列の梅芯庵が出店していた）。
  - なお、2022年8月にあきる野市に、次いで9月に福生市（どちらも倒産によって閉店した紀の国屋の店舗跡に出店）に新店を開店し、東京への再進出を果たしている。

### かつて存在した店舗
- 埼玉県北本市
  - 北本二ツ家店　（2011年3月6日閉店）
- 埼玉県加須市
  - 加須イトーヨーカドー店
- 梅芯庵系列店舗
  - 麻布十番 梅芯庵 和のスイーツと会席料理を味わえる飲食店
  - 和創り 梅芯庵 東武池袋店
  - 梅芯庵 タカシマヤ新宿店
  - 梅芯庵 丸の内ビルディング店